# New Look (Matador)
"New Look" er det 24. og sidste afsnit af den danske tv-serie Matador. Det blev skrevet af Lise Nørgaard og instrueret af Erik Balling. 
Afsnittet foregår i 1946-47.

## Handling
Mads Skjern vender hjem fra en forretningsrejse til Amerika med store ideer og planer. Han forsøger at inddrage sin søn, Daniel Skjern, men han vil hellere til Paris for at designe tøj, til Mads' store skuffelse. Han tilbyder i stedet Agnes Jensen stillingen, men hun indvilliger kun mod at få en andel af aktierne.
Da Daniel vender hjem fra Paris, har han taget sin "ven" Francois med. Da Mads ser dem kysse hinanden, og dermed finder ud af at hans søn er homoseksuel, slår han hånden af ham. Ingeborg bliver rasende og forlader Mads med børnene.
Lauritz Jensen stiller op til Folketinget, men bliver ikke valgt ind til hans store skuffelse. Han bliver dog reddet af, at hans kone, Agnes Jensen, tilbyder ham at overtage hendes maskinskrivningsbureau.
Ingeborg ender med at vende hjem til Mads, og de deltager begge ved Varnæs' sølvbryllup.